# 迴歸謬誤
迴歸謬誤（regression fallacy）是一種非形式謬誤，係因未考慮統計學上隨機起落的迴歸現象，造成不恰當的因果推論。

## 示例
例一

小明前天發燒，今天吃了退燒藥，小明燒退是退燒藥的效果。

發燒二天後，即使不吃藥也很可能自行好轉，不能就此認定是藥物的效果。
例二

小明上次打棒球的成績奇差無比，教練把他罵一頓以後，這次比賽的成績就進步了。因此，責罵可以提升小明打棒球的成績。

比賽中的表現往往會時好時壞，當前一次打出很少發生的極差成績時，即使什麼都不做，這次也很可能打出比上次好的成績。同理，如果小明上次比賽表現是罕見的好，這次比賽的成績通常會比上次差，如果上次比賽後教練誇獎過他，可能就會做出「誇獎會讓小明表現變差」的錯誤推論。
例三

學生在這次測驗中拿了100分滿分，老師和家長稱讚他後，他下次測驗只拿了95分。結果，他被罵了。然後，他在第三次拿到滿分。結論，誇獎令學生驕傲，成績下降，責罵則令學生成績進步。

學生不一定永遠都會滿分，可能第二次不稱讚他仍會拿95分，第三次不責罵也會拿到滿分。這是學生實力的本身，不能斷定受責罵或稱讚所影響。

## 外部連結
- （英文）Fallacy files: Regression fallacy（页面存档备份，存于）
- （英文）The Truth Wears Off -- Is there something wrong with the scientific method?（页面存档备份，存于）